# Área metropolitana de San Diego-Tijuana
El área metropolitana de San Diego-Tijuana o SD-TJ es el nombre de la aglomeración urbana de las ciudades de Tijuana (Baja California, México) y San Diego (California, Estados Unidos); y forma parte de la región megalopolitana SanSan. La región consiste con el condado de San Diego, California en los Estados Unidos y los municipios de Tijuana, Playas de Rosarito, y Tecate en México. La población total de la región ha sido estimada en cerca de 5.1 millones en 2015, convirtiéndola en la 21.ª área metropolitana más poblada de América y es el área metropolitana bi-nacional más grande en la frontera entre Estados Unidos y México.

## Geografía
Ambas ciudades, San Diego y Tijuana, están situadas a lo largo de la costa del Pacífico y en la frontera entre los Estados Unidos y México. El área metropolitana limita al norte con el condado de Orange, al sur con el municipio de Ensenada, al oeste con el océano Pacífico, al este con el condado de Imperial y el municipio de Tecate, y comparte frontera con el área metropolitana de Los Ángeles.

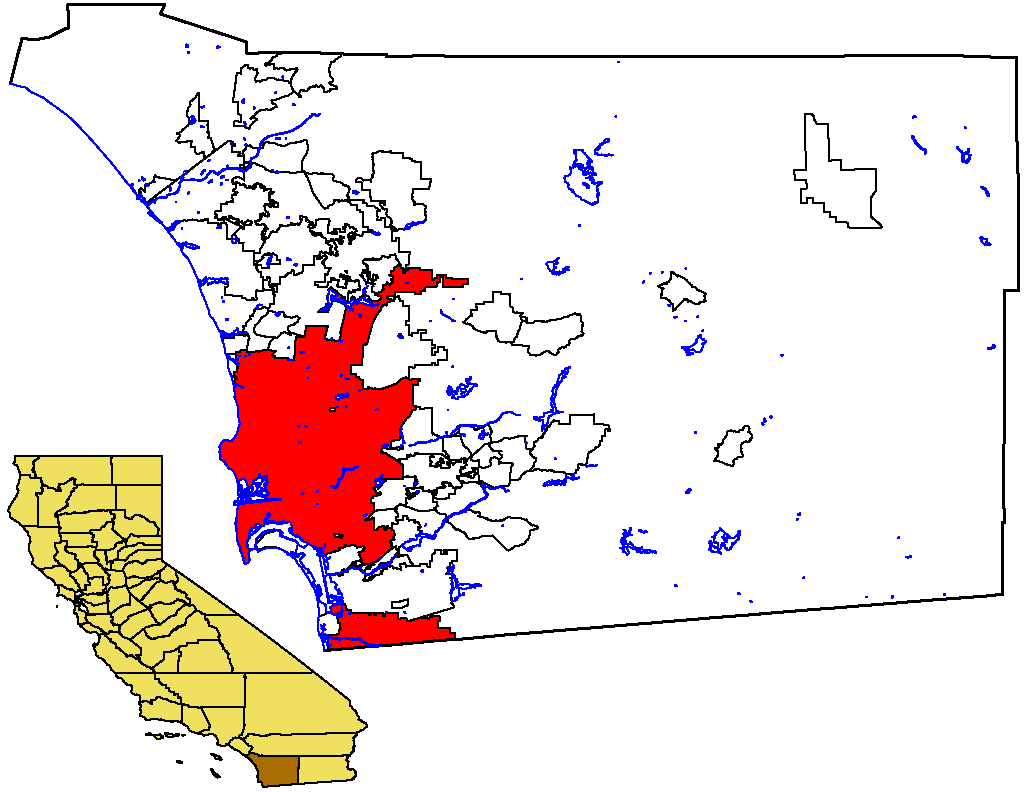
La ciudad de San Diego dentro del condado de San Diego

### San Diego

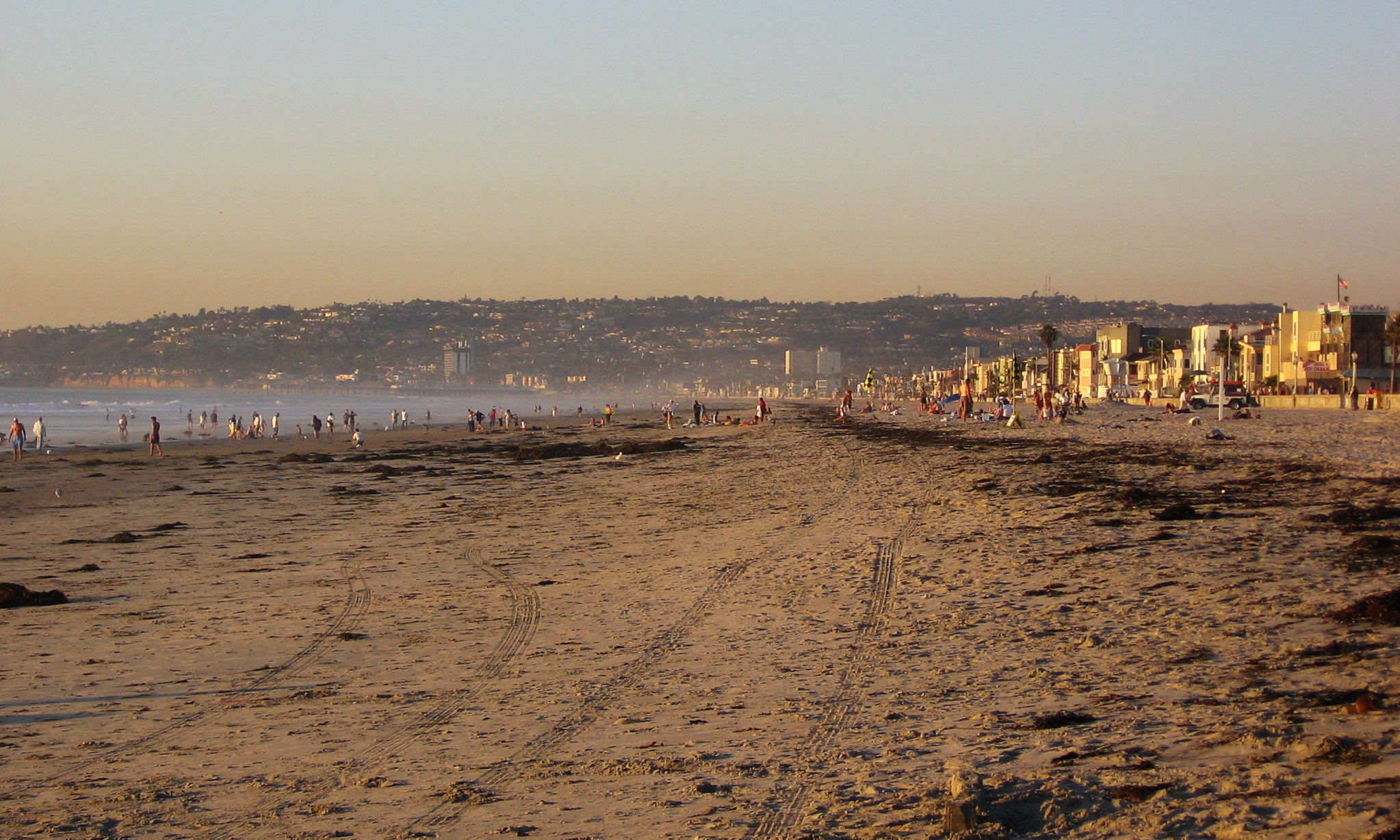
Mission Beach, una de las playas arenosas de San Diego.

El condado de San Diego, al contrario de lo que comúnmente se cree, tiene una variada topografía. En la parte occidental hay unos 110 kilómetros de costa. Al nordeste se levantan montañas cubiertas de nieve, y más lejos, en dirección este, se encuentra el Desierto de Sonora. El parque nacional Cleveland National Forest está en el noroeste del condado. Según la Oficina del Censo de los Estados Unidos el condado tiene un área total de 11.721  km² (4526 mi²). De los cuales 10.878 km² (4200 mi²) son tierra y 843 km² (326 mi²), el 7,2% de este territorio está cubierto por agua.
San Diego está localizada en las coordenadas 32°42′N 117°09′O / 32.700, -117.150, al norte de Tijuana. San Diego tiene cañones muy profundos separando sus mesetas, creando pequeñas colinas como parques naturales en toda la ciudad. El Centro de San Diego está localizado en la bahía de San Diego, está rodeado por varias comunidades urbanas que terminan al norte de Hillcrest. Las penínsulas de Coronado y Point Loma separan la bahía de San Diego del océano. Ocean Beach está al oeste de Point Loma. Mission Beach y Pacific Beach colindan entre el océano y Mission Bay. La Jolla colinda al norte de Pacific Beach. Al este de la ciudad se levantan montañas, y al otro lado de éstas se extiende el desierto. Hay numerosas granjas al noreste y sureste de la ciudad. El condado de San Diego tiene más plantas en peligro de extinción (determinado por la Agencia de Protección Ambiental de los Estados Unidos) que cualquier otro condado de los Estados Unidos.

### Tijuana

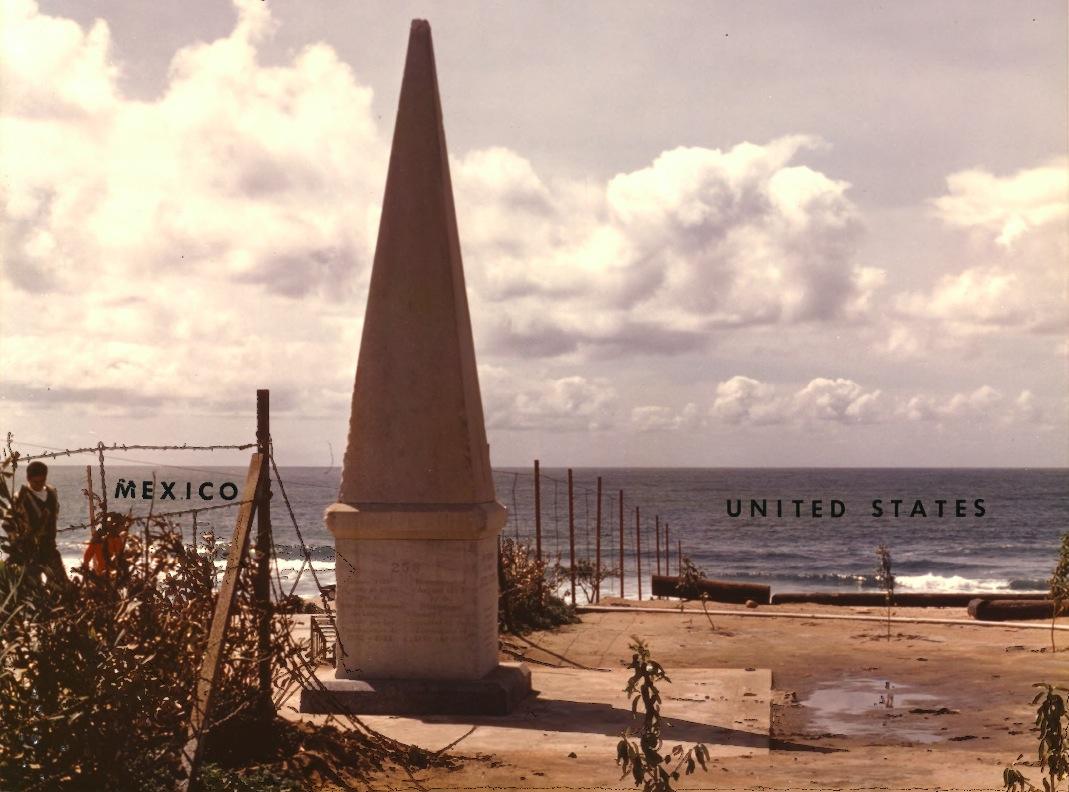
Mojonera localizada en la frontera entre Playas de Tijuana y el estuario del Río Tijuana. Foto de 1974.

El municipio de Tijuana está localizado en las coordenadas 32°31′N 117°01′O / 32.517, -117.017, al sur de San Diego. Comparte una variada topografía, destacando por el valle en el que corren dos afluencias: el Río Tijuana y el Arroyo Alamar. Estas se nutren de diversos cañones al sur de la ciudad que se encuentren entre lomeríos que alcanzan los 400 metros de altura. Ambos cuerpos hidrográficos desembocan en el Océano Pacífico, en territorio estadounidense. Cuenta en el mar con las Islas Coronado, frente a las costas de Playas de Tijuana.  Al este de la ciudad se encuentran algunos valles como Valle Redondo y Valle de las Palmas, este último formando parte también del municipio de Tecate. Al norte, se encuentra la mesa de Otay, de dónde inicia a su vez las montañas de Otay. Además, finalizada la mancha urbana aun cuenta con territorio rural, conformado por lomas, cerros y elevaciones así como pequeñas planicies en donde se encuentran algunos ranchos. 

### Demografía
El área metropolitana de San Diego y Tijuana está conformada por distintas ciudades, demarcaciones que en California tienen una distinción similar a la de localidad en Baja California, con la diferencia de que en Estados Unidos, cuentan con mayor autonomía y eligen a sus gobernantes locales.

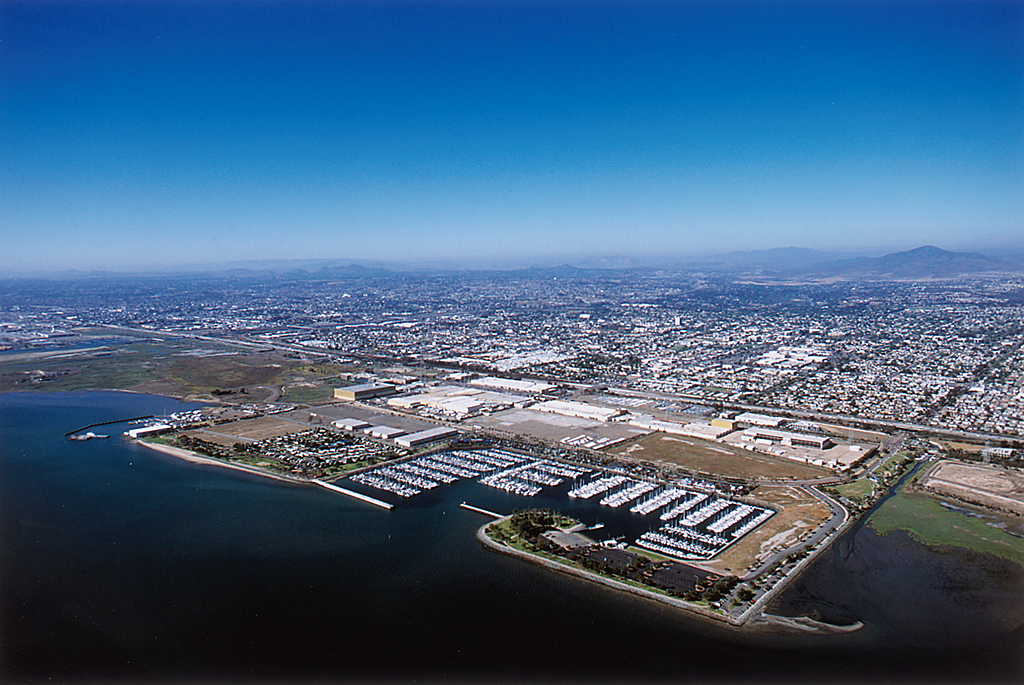
Costanera de Chula Vista de Chula Vista, 3.ª ciudad más grande de la región.

Muelle de Oceanside, el 4.º más grande de la región

Población de las ciudades de San Diego del censo de 2010. Los datos de las ciudades de Baja California son de datos del censo de 2020 por el INEG.
Principales ciudades – más de 100.000 habitantes
| - Tijuana - 1.847.790 - San Diego - 1.307.402 - Chula Vista, CA - 243.916 - Oceanside, CA - 167.086 - Escondido, CA - 143.911 - Tecate - 118.453 - Carlsbad, CA - 105.328 | Otras ciudades – más de 40.000 habitantes - El Cajón, CA - 99.478 - Vista, CA - 93.834 - Playas de Rosarito, BC - 90.022 - San Marcos, CA - 83.781 - Redondo, BC - 70.727 - Encinitas - 59.518 - National City, CA - 58.582 - La Mesa, CA - 57.065 - Santee, CA - 53.413 - Poway, CA - 47.811 | Ciudades con menos de 40.000 habitantes - Santa Fe, BC - 34.234 - Cuero de Venados, BC- 27.789 - Imperial Beach, CA - 26.324 - Lemon Grove, CA - 25.320 - Coronado, CA - 24.697 - La Joya, CA - 22.126 - Solana Beach, CA - 12.867 - Del Mar, CA - 4.161 - Primo Tapia, BC - 3.096 |

## Frontera de Estados Unidos-México

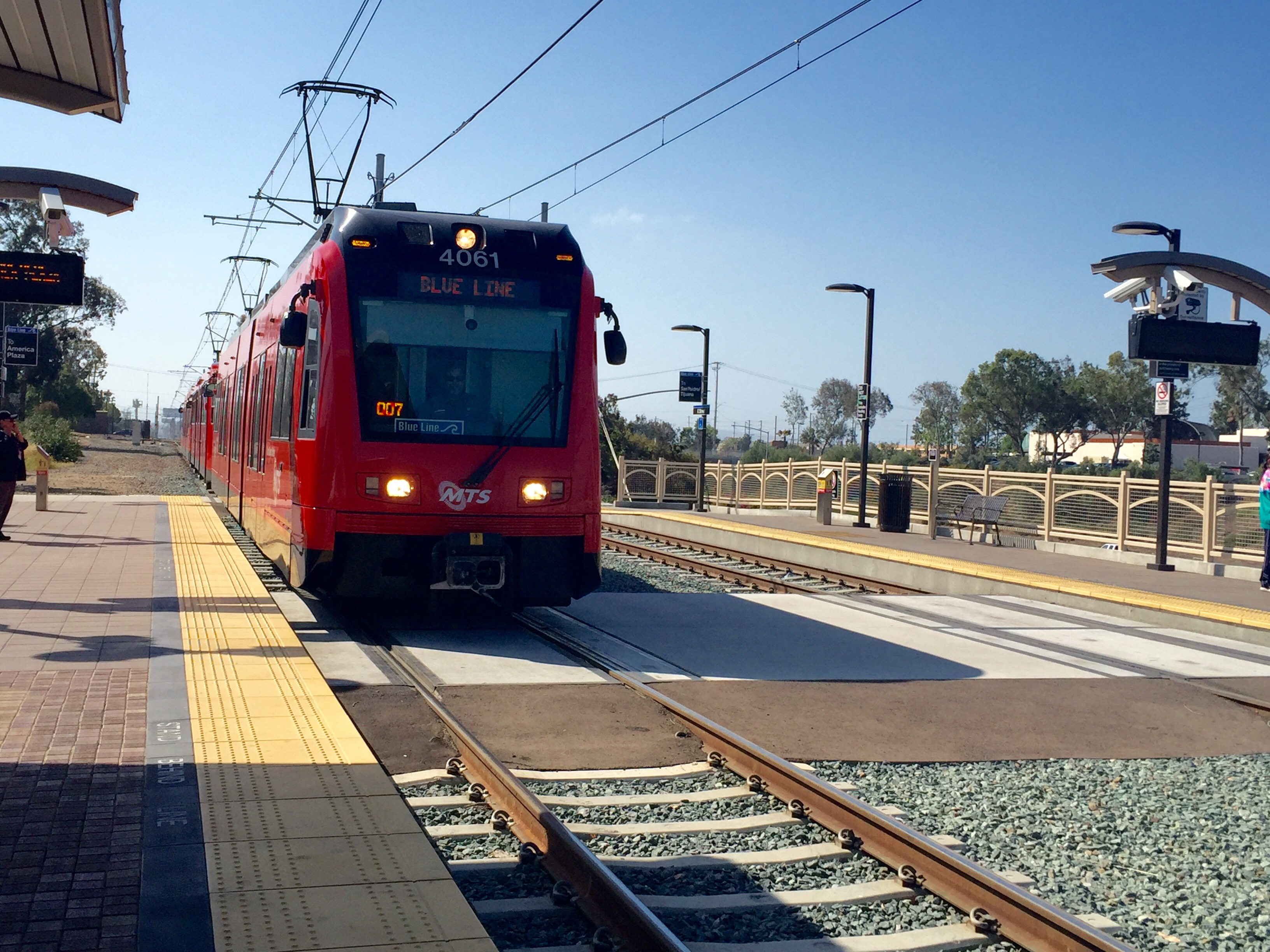
El Trolley del MTS es el transporte más conocido entre los habitantes de San Diego y los tijuanenses que cruzan a EU.

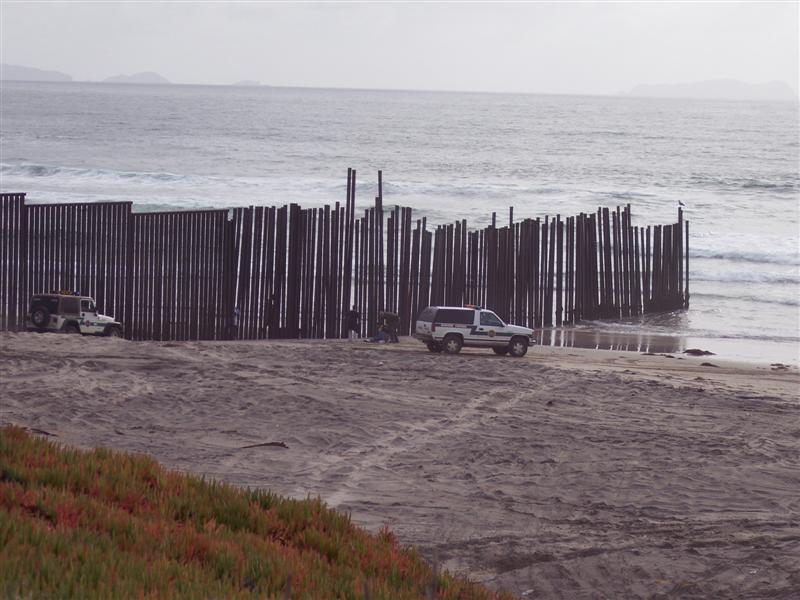
Frontera entre Estados Unidos y México a orillas de las costas del Pacífico.

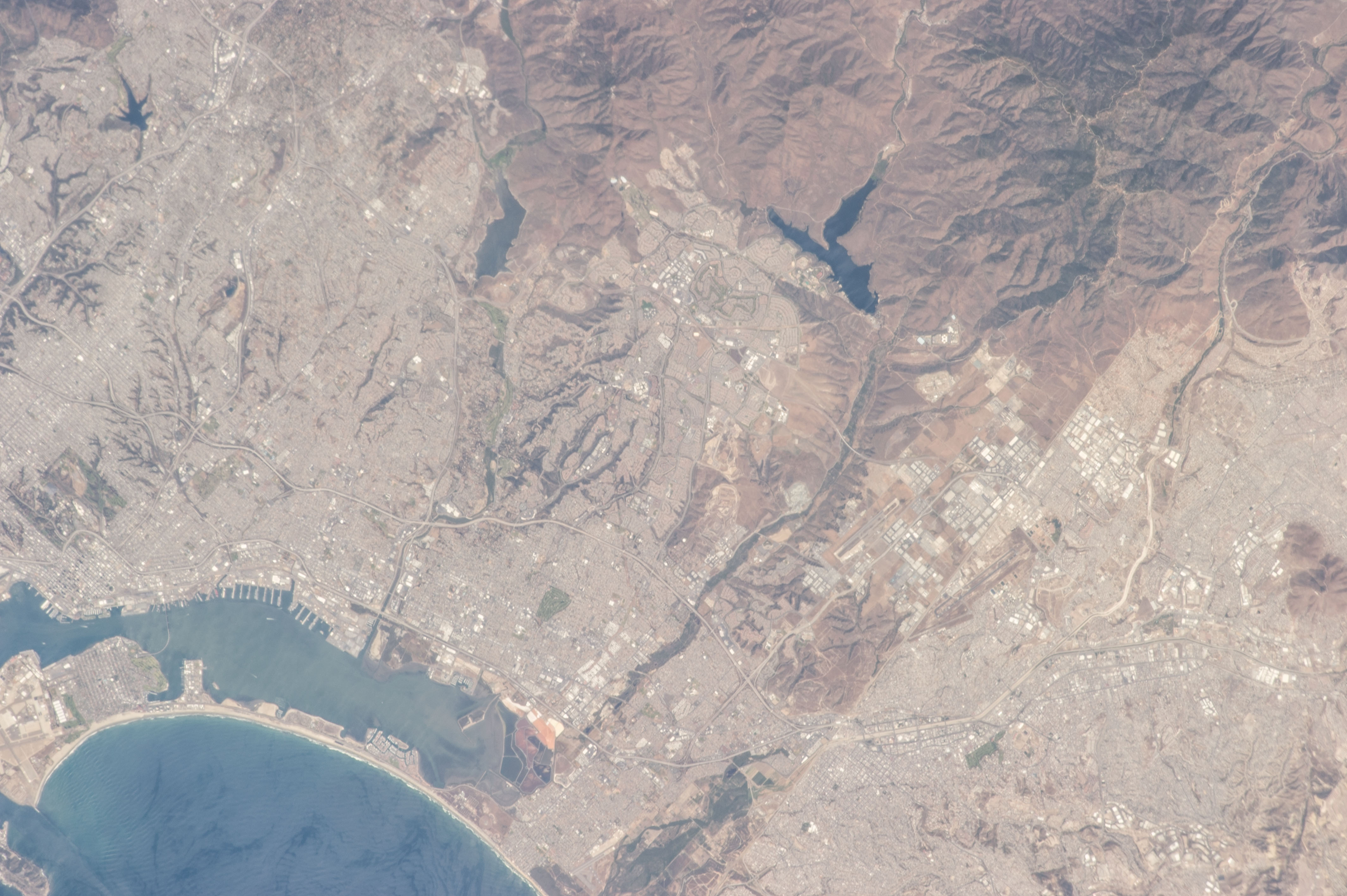
Vista satelital de San Diego - TIjuana.

La frontera internacional entre los Estados Unidos y México es de San Diego-Tijuana hasta el Golfo de México. La longitud total de la frontera es de 3441 km (1951 millas) con alrededor de 350 millones de personas la cruzan legalmente cada año.
La garita de San Ysidro (San Diego-Tijuana) es la frontera más congestionada del mundo, en el 2005, 41.417.164 personas entraron a los Estados Unidos por este puerto fronterizo. La gran mayoría de ellos son trabajadores (tanto de nacionalidad mexicana como estadounidense) que viven en Tijuana y trabajan en San Diego y el Sur de California. El tiempo para cruzar en la garita de San Ysidro es notoriamente lenta, particularmente para las personas que entran a Estados Unidos en auto. Por estas razones muchas personas deciden entrar caminando, esta línea es más rápida que cruzar en vehículo. Algunos peatones son dueños de un automóvil en cada país, y los dejan estacionados en un gran estacionamiento localizado cerca de la frontera o usan el sistema de transporte público en ambas ciudades (ambos sistemas tienen una estación de autobús construida solamente para servir al punto de cruce entre las fronteras de San Diego y Tijuana) y el tranvía de San Diego pasa por el centro de San Diego hasta el cruce fronterizo.
La garita de Otay es la segunda más importante de Tijuana y en la que se encuentra la garita comercial de carga. Cuenta con una menor movilidad que la de San Ysidro, fue inaugurada en 1985 y actualmente registra unos 15 millones de cruces anuales. Está proyectada y en construcción una garita internacional al este de Otay Mesa, para servir como un tercer cruce fronterizo vía terrestre para autos y carga. Además, el Aeropuerto Internacional de Tijuana, cuenta con un cruce peatonal trasfronterizo que permite a los viajeros tomar un vuelo entrando desde una terminal en San Diego. 

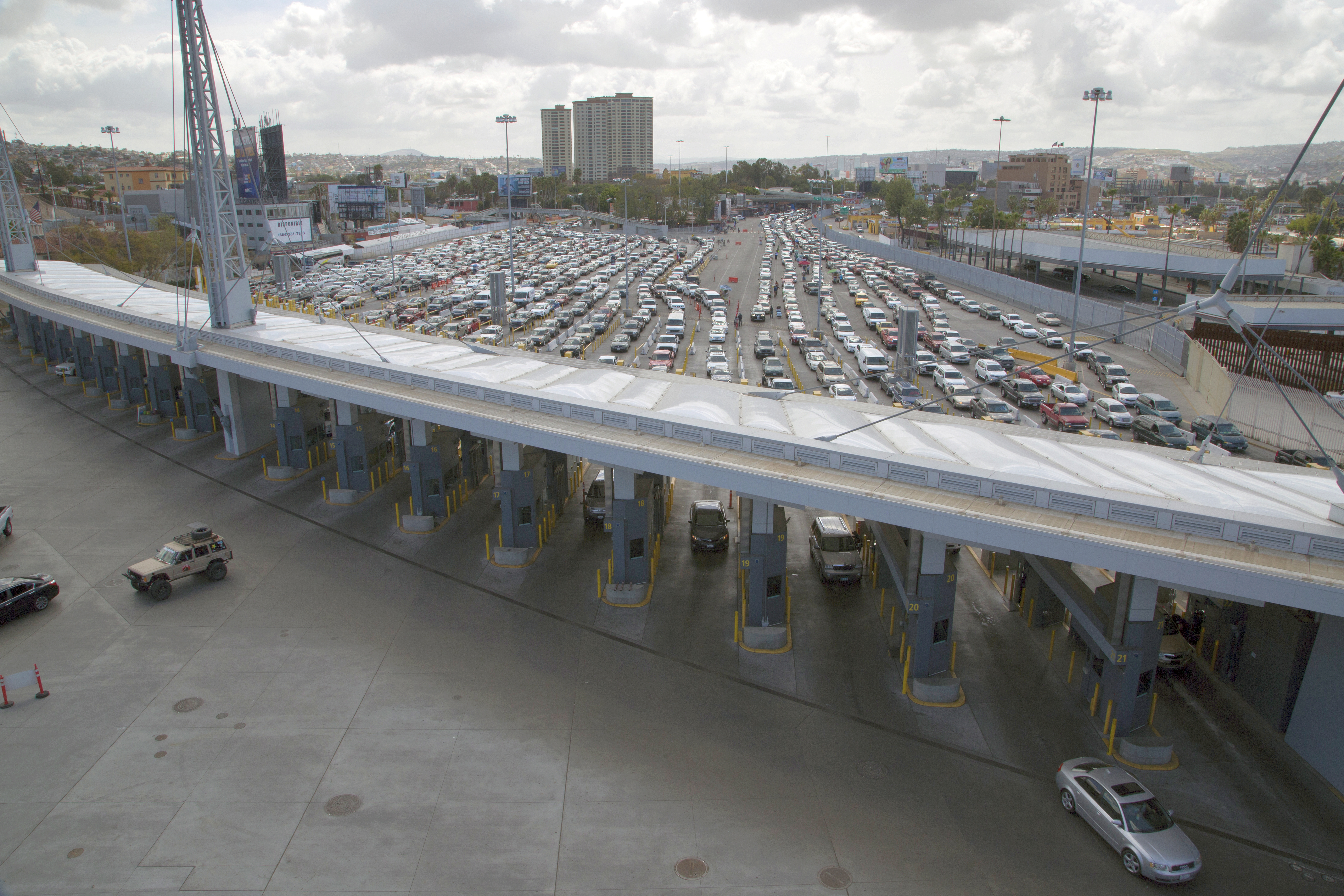
Tráfico en Tijuana, México esperando en la garita de San Ysidro.

## Movilidad

### Transporte público

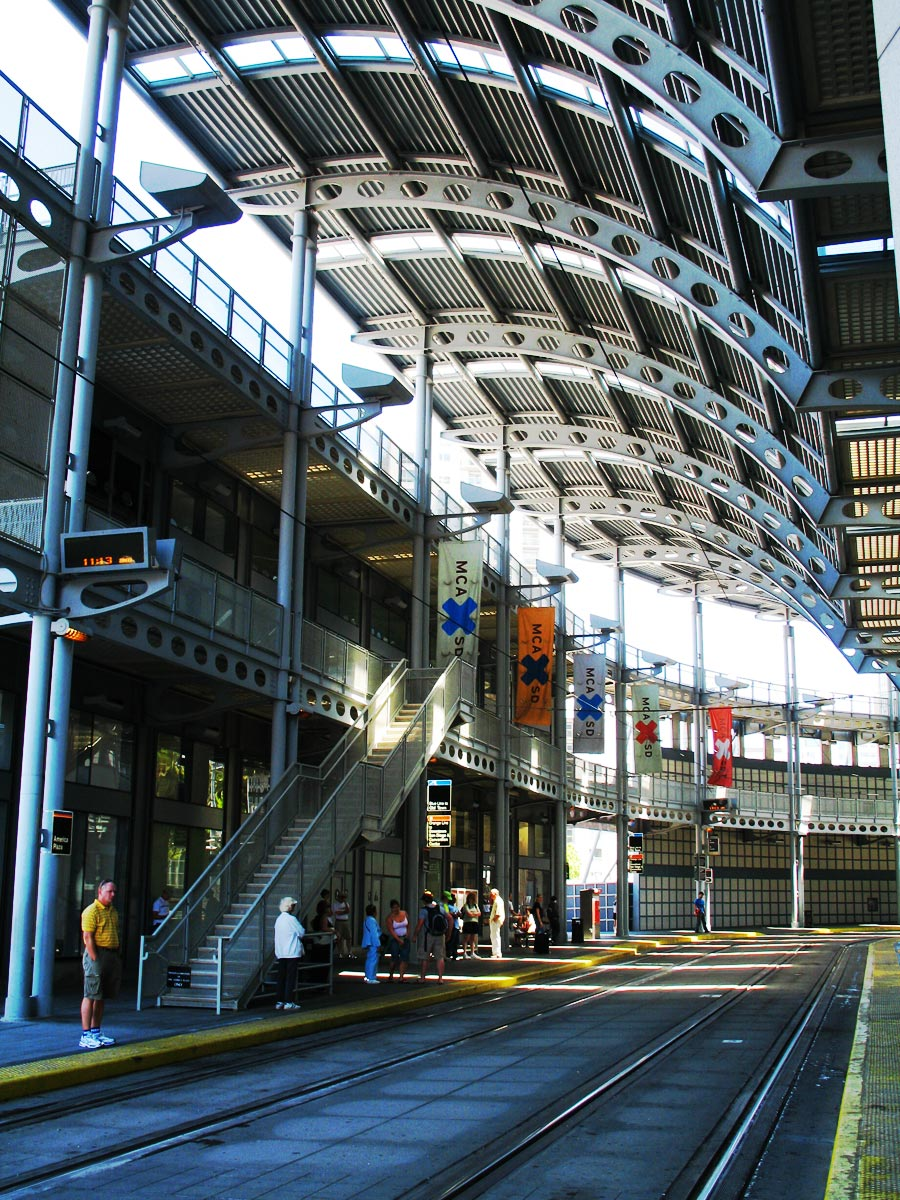
El tranvía de San Diego en la estación America Plaza en el centro de San Diego

#### Transporte masivo
En San Diego, la línea azul del tranvía de San Diego va desde la frontera de San Ysidro a Old Town hasta el centro de San Diego. Los pasajeros deben transferirse a un tren de la Línea Naranja en el "downtown" o la Línea Verde a Old Town. También, la misma compañía que opera el tranvía opera un sofisticado sistema de autobuses.
Tijuana aún no cuenta con un servicio de tranvía, trolley o metro que permita la masificación del transporte cómo su ciudad hermana. 

#### Autobuses
- Autobuses: En Tijuana son conocidas como "camiones" o "burra", el transporte masivo se ha reducido a combis que operan las rutas de las vialidades principales de la ciudad. Se distinguen por que cada empresa cuenta con un color distinto, destacando los "azul y blanco", verde y crema", entre otros. En San Diego, los autobuses son operados por la misma MTS, por lo que cuenta con rutas que parten del trolley hacia distintos lugares urbanos y suburbanos de la ciudad.
- Calafias: Es el nombre por el que se le conoce a las unidades de microbuses en Tijuana; son de capacidad reducida, que opera principalmente en colonias y que conectan a los distintos núcleos urbanos.

#### Transporte vehicular
- Taxis de ruta: En Tijuana circulan los taxis colectivos, de ruta o "de sitio"; estos tienen una ruta predeterminada y funcionan como un autobús, pues cada pasajero paga una cuota fija sin necesidad de un taxímetro. Son por lo general vehículos tipo minivan monovolumen y sedán, sus colores varían dependiendo la ruta que sigan.

- Taxis libres: La otra modalidad de taxi es en la que el vehículo cuenta con un taxímetro y el pasajero paga la tarifa de acuerdo al tiempo transcurrido o a la distancia recorrida, como en todas partes del mundo. Estos taxis no son colectivos y no siguen una ruta predeterminada, en Tijuana se les conoce como "taxis libres", para diferenciarlos de los taxis colectivos o de ruta. En San Diego, existen algunas compañías como: Yellow Cab, American Radio, Orange Radio, entre otros, que ofrecen el servicio también bajo una tarifa base más el acumulado en taxímetro.

Así mismo está permitido la modalidad de transporte privado a través de plataformas digitales. 

### Red de carreteras
En San Diego hay una gran red de carreteras, autopistas e interestatales. La Interestatal 5 corre desde la frontera sur con Canadá hasta la frontera internacional de San Ysidro donde se convierte en la Carretera Federal 1. Esta carretera corre desde Tijuana hasta Los Cabos San Lucas, lugar de interés para las visitas extranjeras. Otra gran autopista es la Interestatal 8 que corre al este de Casa Grande, Arizona.

#### Autopistas
San Diego:
| - Interestatal 5 - Interestatal 8 - Interestatal 15 - Interestatal 805 - California State Route 52 | - California State Route 54 - California State Route 56 - California State Route 67 - California State Route 74 - California State Route 76 - California State Route 78 | - California State Route 79 - California State Route 94 - California State Route 125 - California State Route 163 - California State Route 188 - California State Route 905 |

Tijuana

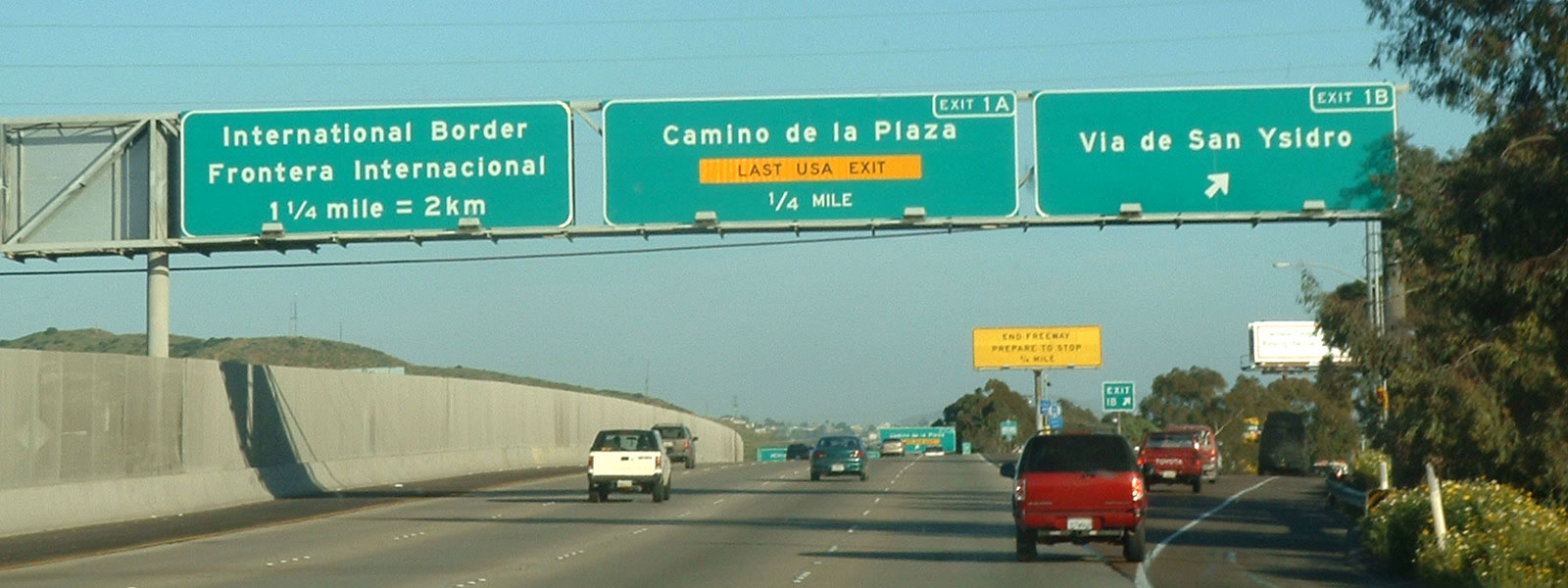
Interestatal 5 al sur en San Ysidro, San Diego llegando a la frontera de EUA-México

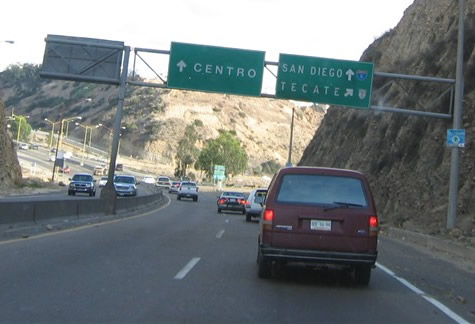
Un letrero de la carretera federal mexicana 1D con dirección a San Diego.

Carreteras con una "D" al final significan que es una carretera de peaje.
- Carretera Federal 1
- Carretera Federal 1D
- Carretera Federal 2
- Carretera Federal 2D
- Carretera Federal 3

- Bulevar 2000

### Aeropuertos

#### Aeropuertos Comerciales

##### San Diego
- Aeropuerto Internacional de San Diego (Lindbergh Field International Airport)
- McClellan-Palomar Airport

##### Tijuana
- Aeropuerto Internacional de Tijuana (Tijuana International Airport)Tráfico en Tijuana, México esperando en la garita de San Ysidro.

## Comunicación

### Teléfono
Para comunicación entre San Diego y Tijuana vía teléfono, se debe marcar como una llamada internacional. Para llamar fuera de los Estados Unidos se debe primero marcar "011" (Prefijo internacional de EUA) después el prefijo de México, "52", el código de área después los siete dígitos. Por ejemplo, para llamar al número (664) 555-1234 en Tijuana desde un teléfono de Estados Unidos se debe marcar 011-52-664-555-1234.

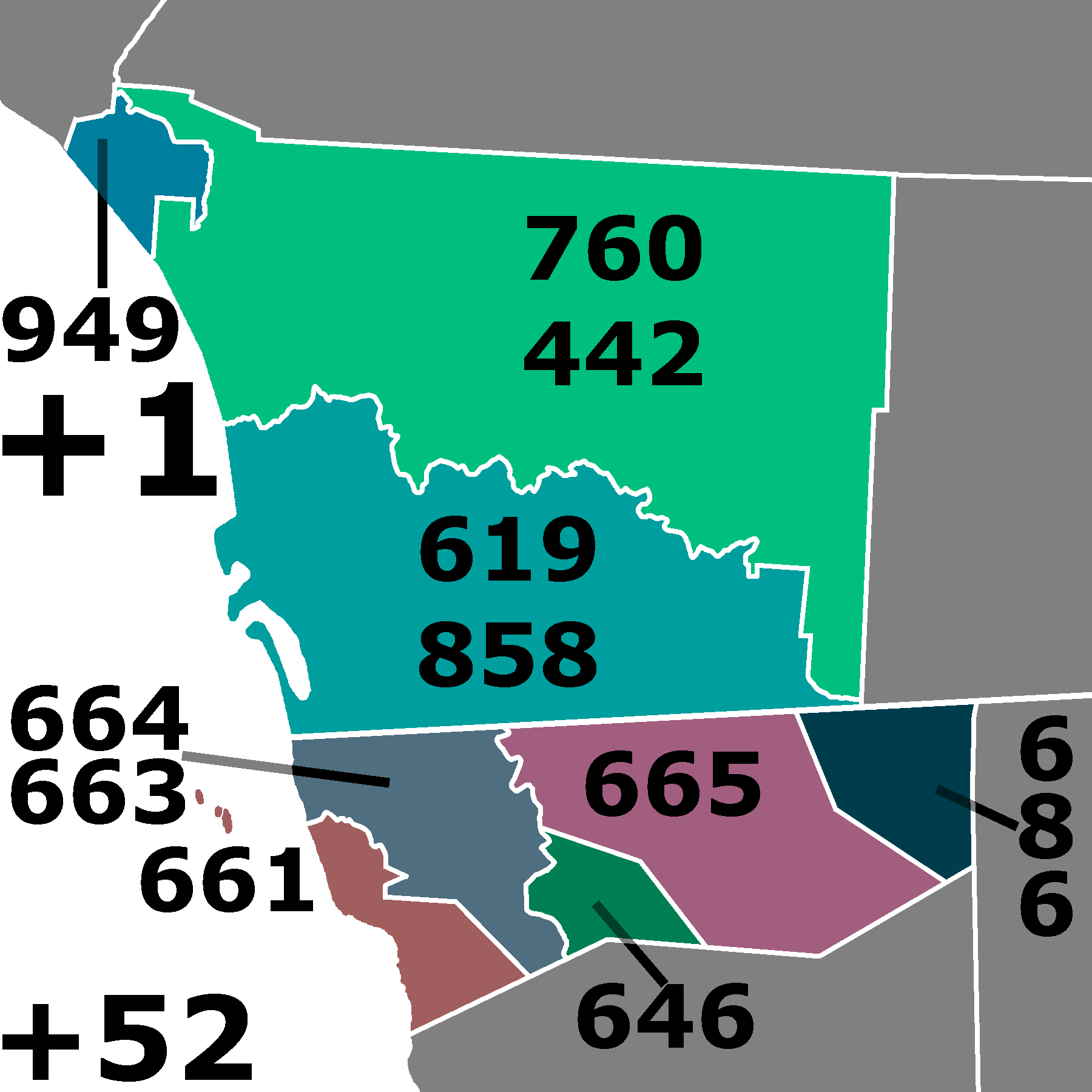
Códigos LADA en el área metropolitana

Para comunicación entre Tijuana y San Diego se debe también marcar como una llamada internacional. Para llamar fuera de México se marca "00" (UIT Prefijos de llamadas internacionales) después el código de llamadas del plan numérico de Norte América, "1", el código de área después los siete dígitos. Por ejemplo, para llamar al número (619)555-1234 en San Diego de un teléfono mexicano se debe marcar 001-619-555-4321.

Códigos LADA en San Diego: 
- 619
- 858
- 760
- 442
- 949

Códigos LADA en Tijuana 
- 664
- 663
- 661
- 665
- 646
- 686

### Radio
Amplitud Modulada:
| Nombre           | Frecuencia | Siglas   | Ciudad    |
| ---------------- | ---------- | -------- | --------- |
| Radio Zeta 13    | 1270 AM    | XEAZ-AM  | Tijuana   |
|                  | 1550 AM    | XEBG-AM  | Tijuana   |
| Radio Enciso     | 1310 AM    | XEC-AM   | Tijuana   |
| Radio Fórmula    | 950 AM     | XEKAM-AM | Tijuana   |
| The Mightier     | 1090 AM    | XEPRS-AM | Tijuana   |
| W Radio          | 690 AM     | XEWW-AM  | Tijuana   |
| La Doble XX      | 1420 AM    | XEXX-AM  | Tijuana   |
| RCN              | 1470 AM    | XERCN-AM | Tijuana   |
| UABCRadio (UABC) | 1630 AM    | XEUT-AM  | Tijuana   |
| La Poderosa      | 860 AM     | XEMO-AM  | Tijuana   |
|                  | 800 AM     | XESPN-AM | San Diego |
| La Tremenda      | 1030 AM    | XESDD-AM | Tijuana   |
| PSN Radio Tecate | 620 AM     | XESS-AM  | San Diego |
| Radio Enciso     | 1700 AM    | XEPE-AM  | San Diego |

Frecuencia Modulada:
| Nombre                           | Frecuencia | Empresa                          | Ciudad    |
| -------------------------------- | ---------- | -------------------------------- | --------- |
| Radio Tecnológico                | 88.7 FM    | Instituto Tecnológico de Tijuana | Tijuana   |
| Exa FM                           | 91.7 FM    | MVS Radio                        | Tijuana   |
| Radio Latina                     | 104.5 FM   | Grupo Imagen                     | San Diego |
| La Mejor                         | 90.7 FM    | MVS Radio                        | Tijuana   |
| Magic 92.5: San Diego Old School | 92.5 FM    | Local Media of America           | San Diego |
| La Invasora                      | 94.5 FM    | Grupo Uniradio                   | Tijuana   |
| Pulsar FM                        | 107.3 FM   | Grupo Uniradio                   | Tijuana   |
| Mas Flo                          | 107.7 FM   | Radiorama                        | Tijuana   |
| Fusion                           | 102.5 FM   | IMER                             | Tijuana   |
| 91X                              | 91.1 FM    | Local Media of America           | San Diego |
| La Lupe                          | 95.3 FM    | Multimedios Radio                | Tijuana   |
| Z90                              | 90.3 FM    | Broadcasting Company of Americas | San Diego |
|                                  | 98.9 FM    |                                  | Tijuana   |
| La Número Uno                    | 104.9 FM   |                                  | San Diego |
| FM Globo                         | 99.3 FM    | MVS Radio                        | San Diego |
| La Invasora                      | 99.7 FM    | Grupo Uniradio                   | San Diego |

### Televisión
La ciudad cuenta con 11 estaciones de TV mexicana (9 abiertas y 2 de Cable) y 7 de TV estadounidenses. También es la sede de una estación de televisión mexicana con cobertura para los Estados Unidos: XHDTV-TDT (XDTV-TV) (Operado por Entravision Communications).
| Nombre de Canal                | Número de Canal                 | Empresa                            | Ciudad             |
| ------------------------------ | ------------------------------- | ---------------------------------- | ------------------ |
| TV Tijuana                     | Canal 119                       | Ayuntamiento de Tijuana            | Tijuana            |
| Las Estrellas                  | XHUAA-TDT Canal 22 (virtual 2)  | Televisa                           | Tijuana            |
| Azteca Uno                     | XHJK-TDT Canal 28 (virtual 1)   | TV Azteca                          | Tijuana            |
| 12 XEWT                        | XEWT-TDT Canal 32 (virtual 12)  | Televisa                           | Tijuana            |
| Azteca 7                       | XHTIT-TDT Canal 29 (virtual 21) | TV Azteca                          | Tijuana            |
| My Network TV                  | Canal 49                        | News Corporation                   | San Diego- Tijuana |
| ABC                            | Canal 10                        | ABC                                | San Diego          |
| Canal 5*                       | XETV-TDT Canal 23 (virtual 5)   | Televisa                           | Tijuana            |
| NU9VE                          | XETV-TDT Canal 27 (virtual 9)   | Televisa                           | Tijuana            |
| Canal Once                     | XHTJB-TDT Canal 15 (virtual 11) | IPN                                | Tijuana            |
| UniMÁS                         | Canal 46                        | Univision Communications           | San Diego          |
| Univisión                      | Canal 17                        | Univision Communications           | Tijuana            |
| Síntesis                       | Canal 21 (Cablemas)             | Síntesis TV                        | Tijuana            |
| PSN Canal 45 La Voz del Pueblo | XHBJ-TDT (virtual 45)           | Media Sports de México, S.A de C.V | Tijuana            |
| Fox                            | Canal 69                        | FOX                                | San Diego          |
| NBC                            | Canal 39                        | NBC Universal                      | San Diego          |
| Canal 33                       | XHAS-TDT Canal 34 (virtual 33)  | Grupo Intermedia                   | San Diego-Tijuana  |
| CBS                            | Canal 8                         | CBS Corporation                    | San Diego          |
| Kusi                           | Canal 51                        | -                                  | San Diego          |
| Canal 6                        | XHDTV-TDT (virtual 6)           | Multimedios Televisión             | Tijuana            |
| MTV                            | Canal 71                        | Mtv Networks                       | San Diego          |

### Periódicos
En Circulación Local y Regional
- El Mexicano
- Frontera
- El Sol de Tijuana, de la Organización Editorial Mexicana
- Esto de las Californias, de la Organización Editorial Mexicana
- El Latino San Diego
- U-T San Diego

En Circulación Nacional
- El Universal
- Excélsior
- Reforma
- La Jornada
- Milenio Diario
- Esto
- Ovaciones
- El Financiero

## Economía

### San Diego

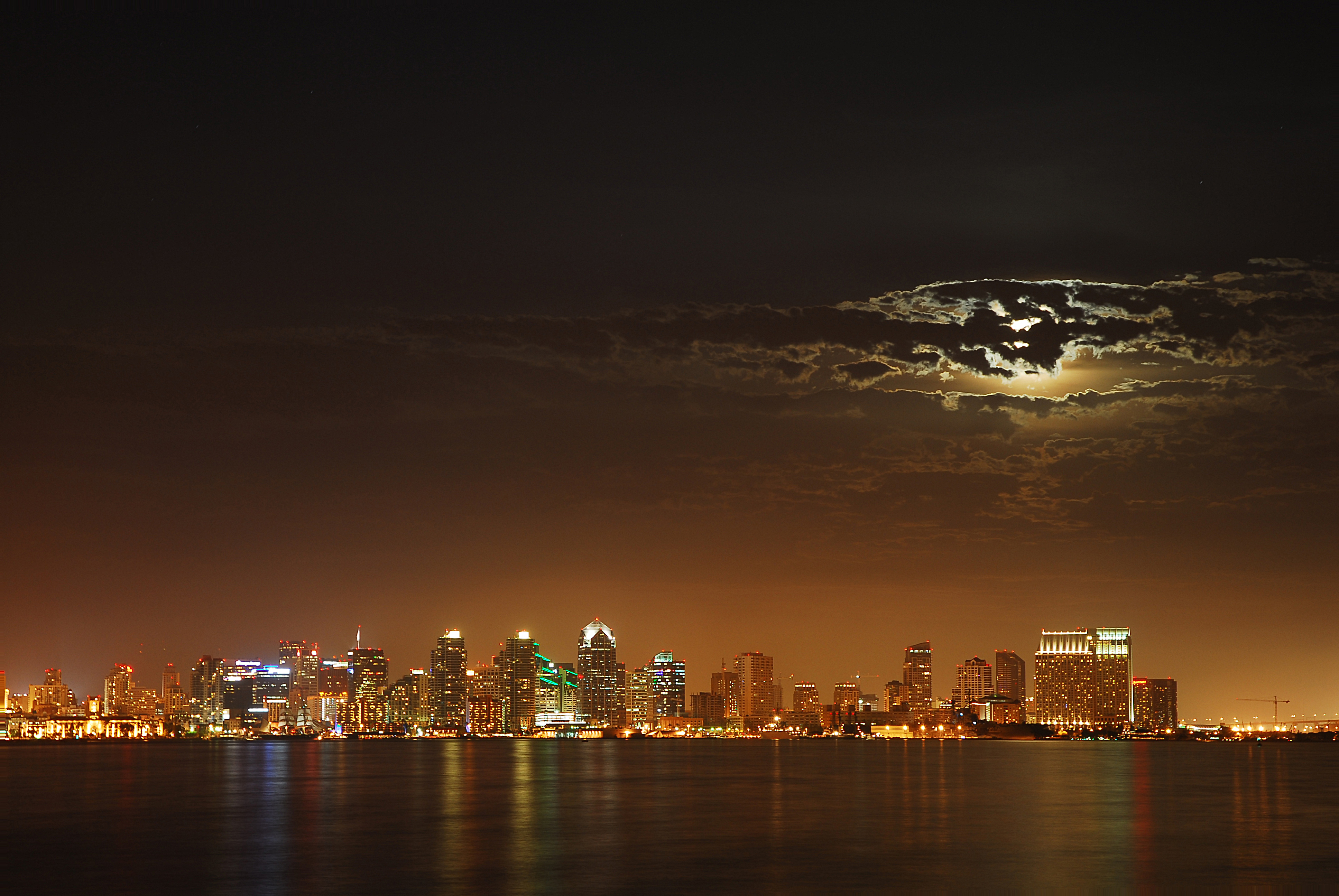
El centro San Diego de noche. El centro de San Diego es el centro de negocio de la ciudad con muchas compañías.

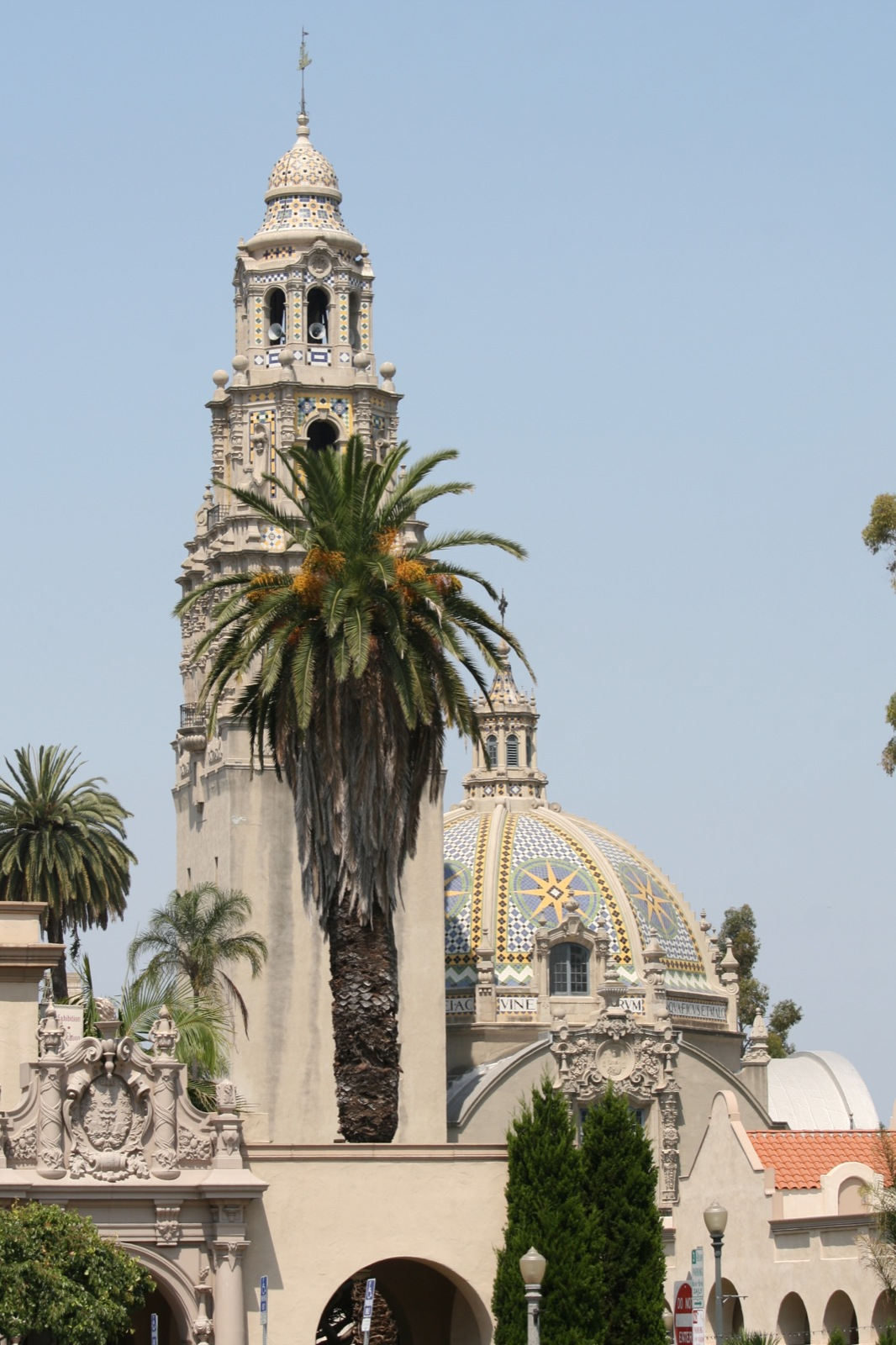
El Museo del Hombre es uno de los muchos museos en el parque Balboa

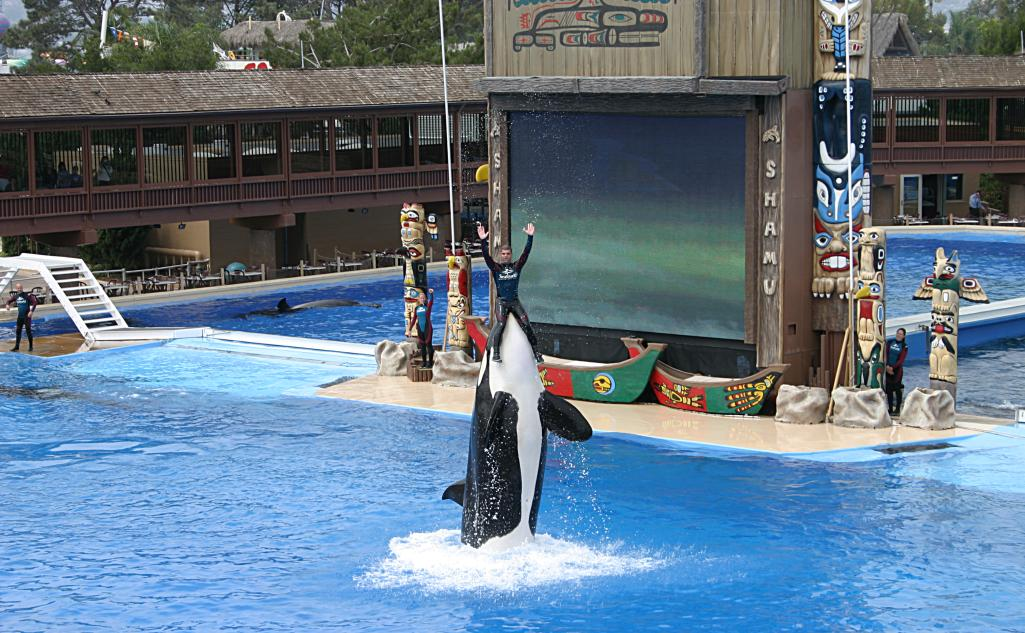
Shamu actuando en el Seaworld de San Diego, un parque acuático que atrae turistas de alrededor del mundo.

San Diego es sede de muchas oficinas e instalaciones de investigación para numerosas compañías biotecnológicas y farmacéuticas. Gracias a la Universidad de California, San Diego y otras instituciones de investigaciones han ayudado al rápido avance en biotecnología de combustible. En junio de 2004, San Diego fue catalogada como el distrito industrial en biotecnología en Estados Unidos por el Instituto Milken.
San Diego es sede de varias compañías que han desarrollado la tecnología celular inalámbrica. Qualcomm Incorporated fue fundada y tiene sede en San Diego; Qualcomm es en el sector tecnológico privado con más trabajadores en el condado (excluyendo hospitales) de San Diego.
La economía de San Diego está influenciada en parte por sus puertos, en la cual incluye la única constructora de submarinos y barcos en la costa oeste de Estados Unidos, así como la flota naval más grande del mundo. La industria de cruceros, en la cual es la segunda más grande en California, genera aproximadamente 2 millones de dólares anualmente, la compra de comida, gasolina, artículos y servicios de mantenimiento.
Debido a la influencia militar en San Diego, muchos contratistas de Defensa Nacional, como "General Atomics" y "Science Applications International Corporation" tienen sede en San Diego.
El turismo es también una industria importante para la ciudad. Alguno de las atracciones turísticas son Balboa Park, el Zoológico de San Diego, Seaworld, también San Diego Wild Animal Park, y Legoland California y las playas de la ciudad y campos de golf.

### Tijuana

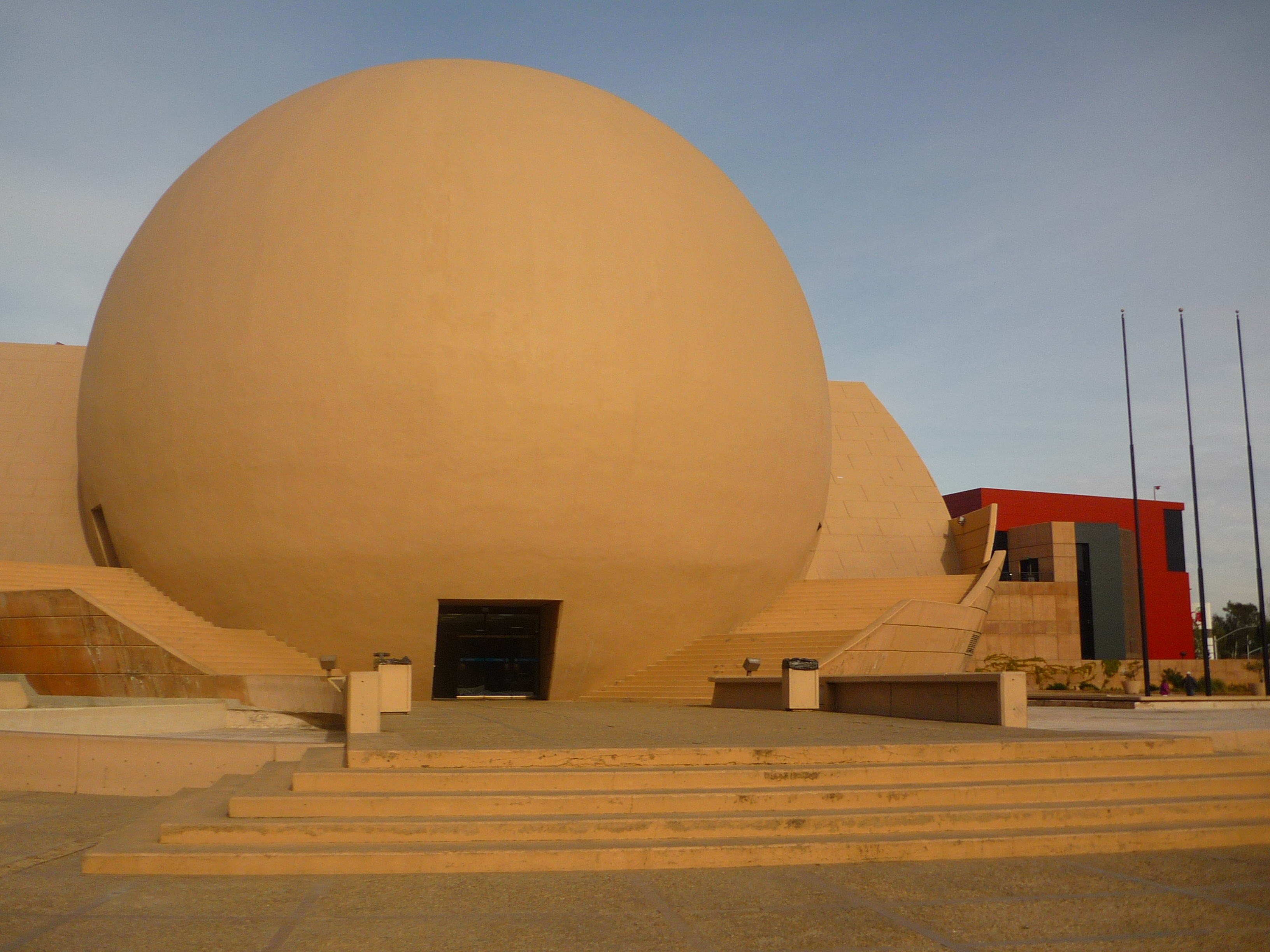
Centro Cultural Tijuana (Cecut) ubicado en la Zona Río.

Debido a la proximidad de Tijuana al sur de California y la frontera de Estados Unidos y su calificada, diversa y relativamente barata mano de obra, hace que Tijuana sea muy atractiva para que empresas grandes se establezcan como las maquiladoras, e incluso más que las otras ciudades en las fronteras de Estados Unidos y México, tomando ventaja del NAFTA y exportar sus productos. Compañías domésticas y extranjeras dan trabajo a miles de empleados en estas plantas, que usualmente es en el ensamblaje. Dichos trabajos son exigentes pero ofrecen trabajo a México. Las compañías que han instalado las maquiladoras en Tijuana incluyen a Sony, Toyota, Samsung, Kodak, Matsushita/Panasonic, Nabisco, Philips, Pioneer, Plantronics, Pall Medical, Sanyo.
Tijuana también es el lugar preferido de muchos negocios que ofrecen precios más baratos que los de Estados Unidos. Dichos servicios como de automóviles, servicios médicos, odontología y cirugías plásticas son muy comercializadas y localizadas cerca de la frontera con los Estados Unidos. También hay compañías tecnológicas y de telemarketing logrando un buen resultado y atrayendo a las personas estudiadas de la ciudad de Tijuana.
Cuenta con museos nacionales de la CONACULTA como el Centro Cultural Tijuana, el Museo Interactivo El Trompo, el Museo de Cera, así como sus diversas casas de la cultura y teatros. También cuenta con Centro Comerciales como Macroplaza Insurgentes, plaza Río Tijuana, Galerías Hipódromo, plaza Pabellón en Rosarito, entre otras, que ofrecen una gran diversidad en las actividades de servicios y comercio.

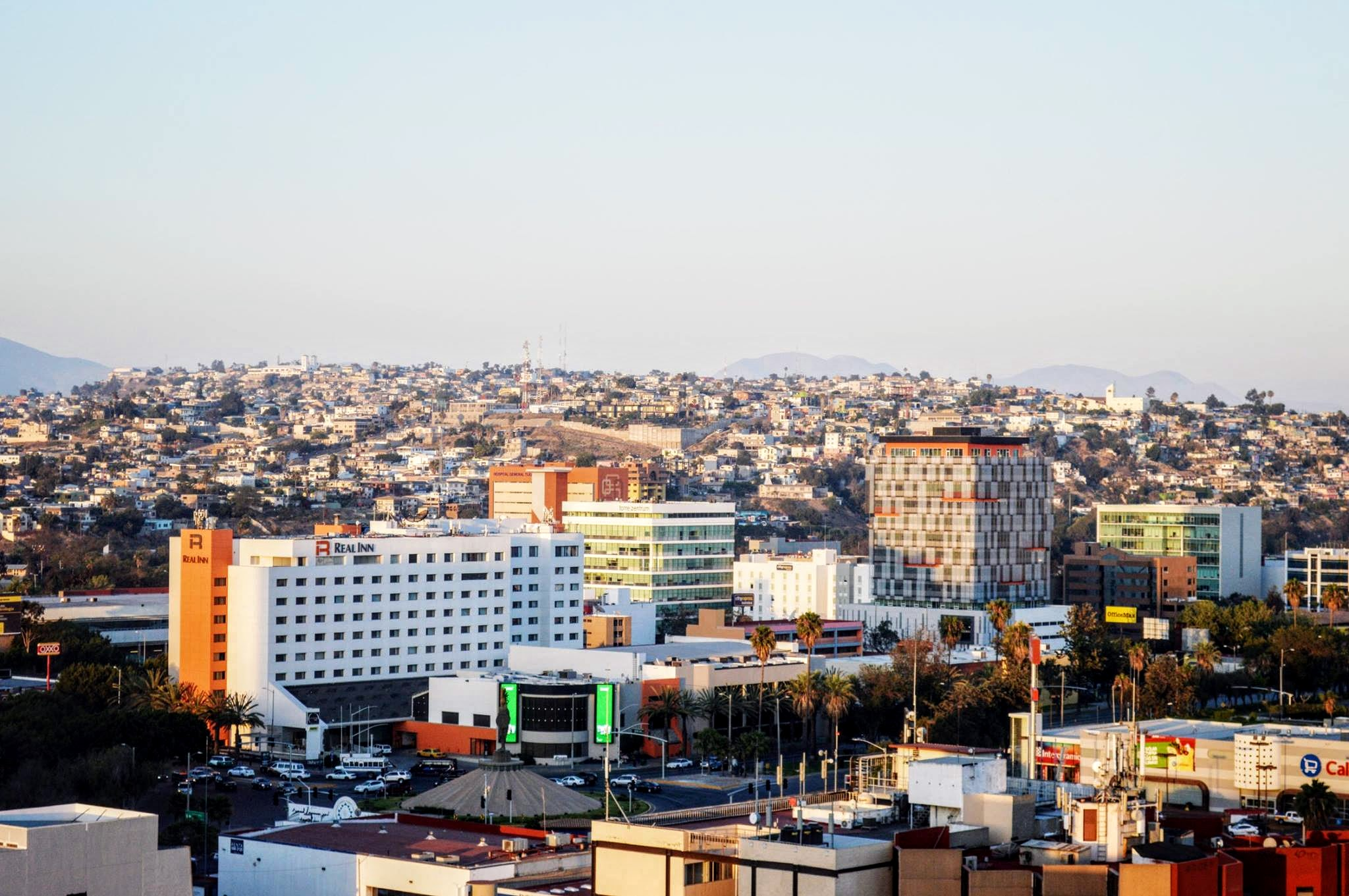
Distrito financiero de Tijuana

La economía de Tijuana también se basa en el turismo. Alrededor de 300 000 visitantes cruzan la frontera a pie o en vehículos por la garita de San Ysidro para entrar en México y visitar Tijuana, todos los días. Restaurantes, taquerías, bares y discotecas es lo que atrae a los turistas, principalmente de California. Muchas tiendas y puestos de artesanía mexicana están localizados a lo largo de la autopista que se dirige a la frontera. La edad permitida para tomar bebidas alcohólicas en México es de 18 años (los 21 en EE. UU.) por lo que atrae a muchos estudiantes californianos de universidades y preparatorias, con más frecuencia a la calle Ricardo Flores (La Sexta), que cuenta con más de 30 bares y antros en un tramo extenso de la calle.
Tijuana también es sede de varias farmacias interesantes para los visitantes que llegan de Estados Unidos. Estas farmacias venden medicamentos sin prescripciones y a un precio más barato en comparación con los precios de Estados Unidos. Al igual, Tijuana cuenta con la zona Gastronómica localizada en la Zona Río, con una oferta de alta calidad.

## Cambio de divisas

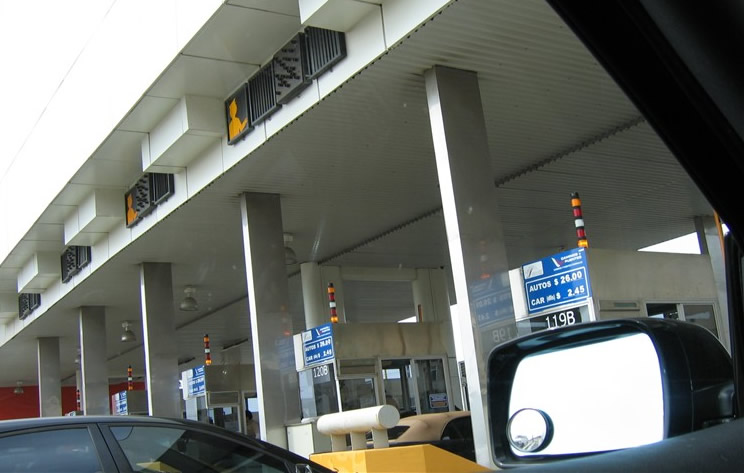
Letrero azul en un peaje mostrando la divisa de pesos y dólares.

En San Diego como en el resto de los Estados Unidos la moneda oficial es el dólar estadounidense. En Tijuana como el resto de México la moneda oficial es el peso mexicano. El tipo de cambio varía y a enero de 2018 se encuentra aproximadamente a 19.00 pesos mexicanos por dólar. En Tijuana, donde muchas personas de los Estados Unidos la visitan, el dólar estadounidense es aceptado en todos los establecimientos comerciales. La mayoría de las tiendas en Tijuana muestran el tipo de cambio de dólar a pesos mexicanos. La carretera de peaje en México también muestra el tipo de cambio de pesos y dólares. Muchas vallas publicitarias de Tijuana están en inglés.